# Специјална библиотека Архива Републике Српске
Специјална библиотека Архива Републике Српске представља библиотеку у саставу Архива Републике Српске, републичке управне организације у саставу Министарства просвјете и културе, на простору града Бањалуке као значајн фактор у култури и образовању на овим просторима. Библиотека се налази у улици Алеји Светог Саве број 1. Ова библиотека прати развој архива од настанка до данас.

## Историјат
Пошто је библиотека неизоставан фактор у саставу архива која прати његов рад тако је библиотека основана када и архив 1992. године. Самим оснивањем ове институције, истовремено је почело прикупљање и набавка књига, прије свега оних које су служиле стручним радницима за успјешно обављање послова, да би се даље проширило на потпуније пружање услуга корисницима књижног фонда, а нарочито научноистраживачким радницима.
Од оснивања до данас библиотечки фонд садржи око 14.ооо наслова од којих су 10.547 књига и 3.403 периодичне публикације.Набавка публикација врши се куповином, поклоном, откупом и размјеном, као и пријемом обавезног примјерка.
Када је у питању библиотечки садржај архива прије свега су наслови који су помагали радницима архива у унаприђењу и разумјевању рада архива. Поред тога могу се наћи књиге и то посебно из области опште и националне историје, помоћних историјских наука са акцентом на архивистици, права, политике, јавне управе, статистике, филозофије, географије, етнологије, музеологије, књижевности, школства, библиотекарства, религије и других области људских истраживања које се односе на друге науке. Такође, у библиотечку грађу улазе и наслови периодике — службени листови, зборници и гласници закона, информативни листови, часописи из области културе, умјетности и образовања, стенографски извјештаји о раду органа власти, периодичне публикације из области историје, архивистике, као и рјечници и приручници, календари, споменице установа и предузећа и разних догађаја, лексикони, билтени, статути, правила и уредбе друштава и организација, монографије, јубиларна издања, школски извјештаји, каталози изложби и слично.
Право коришћења библиотечког садржаја имају сви грађани, а наслови се углавном користе у научноистраживачке сврхе. Начин коришћена детаљно је регулисан Правилником о условима и начину коришћења архивске грађе и књижног фонда у Архиву Републике Српске ("Службени гласник Републике Српске" 120/12), који између осталог каже да је приступ јавној архивској грађи која је од свог настанка намијењена јавности слободан, јавна архивска грађа је под једнаким условима доступна свим овлашћеним
корисницима, као и то да се јавна архивска грађа даје се на коришћење у службене, научне, културне, образовне и друге оправдане сврхе ради излагања, објављивања, као и остварења или заштите личних права.